# Аласана Мане
Аласана Мане е гамбийски футболист. От лятото на 2018 г. играе под наем в Етър (ВТ).